# Kvinna i leopard
Kvinna i leopard är en svensk svartvit dramafilm från 1958 med regi och manus av Jan Molander. I rollerna ses bland andra Harriet Andersson, Ulf Palme och Erik Strandmark. Filmen är Molanders enda filmregi och manuset är också det enda han författat helt på egen hand.

## Handling
Filmen handlar om Arvid och Marianne Croneman som lever i ett inte helt lyckligt äktenskap.

## Om filmen
Inspelningen ägde rum 1957 i Europafilms studio i Sundbyberg samt på ytterligare platser i Stockholm. Fotografer var Ingvar Borild och Bertil Palmgren, kompositör Harry Arnold och klippare Lennart Wallén. Filmen premiärvisades den 8 september 1958 på biografen Saga i Stockholm. Den är 100 minuter lång och tillåten från 15 år. Filmen har visats vid ett flertal tillfällen på SVT, bland annat i december 2018.

## Rollista
- Harriet Andersson	– Marianne Croneman
- Ulf Palme	– Arvid Croneman, Mariannes man
- Erik Strandmark – Lennart Hägg, läkare
- Sture Ström – Hans Lundin, skådespelare
- Renée Björling – Mathilde Croneman, Arvids mor
- Georg Funkquist – Jörgen Bengtsson, advokat
- Siv Ericks – Birgitta, Arvids syster
- Curt Masreliez – Curt, Birgittas man
- Mona Malm	– Anita, skådespelare
- Torsten Lilliecrona – Sigge, skådespelare
- Gösta Cederlund – teaterchef
- Wiktor "Kulörten" Andersson – herr Olsson
- Tekla Sjöblom – fru Olsson
- Birgitta Andersson – Anna Högman, sjuksköterska
- Carl-Gunnar Wingård – farbror Oscar
- Sven Holmberg – kriminalkommissarie
- Gösta Holmström – rättskemist
- Gunnar Olsson – rättskemist
- Curt Löwgren – portier
- Carl-Axel Elfving	– kypare
- Hanny Schedin – hotellstädare
- Sangrid Nerf – ung dam på festen
- Ella Sahlberg	– ej identifierad roll